# Hypercompe unilineata
Hypercompe unilineata là một loài bướm đêm thuộc phân họ Arctiinae, họ Erebidae.